# Avesta (religiös skrift)
Avesta (medelpersiska: abestāg "fundament") är en boksamling som innehåller zoroastrismens heliga skrifter som är författad på avestiska språket.

## Avestas delar
Den moderna forskningen delar in Avesta i två delar:
- Äldre Avesta, som är författad på fornavestisk dialekt (cirka 1600–1200 f.Kr.)
- Yngre Avesta, som är författad på senavestisk dialekt (cirka 1100-400 f.Kr.)

Enligt den inhemska traditionen bestod Avesta egentligen av 21 böcker fördelade på 815 kapitel. Den första skriftliga sammanfattningen av dessa förut genom muntlig tradition bevarade böcker gjordes runt 500-talet f.Kr. Men under de omvälvningar som följde på Alexander den stores erövringståg och senare under seleukidernas och arsakidernas välde gick en stor del av den ursprungliga Avesta för alltid förlorad. 

## Det avestiska alfabetet
Under senantiken talade man medelpersiska i sydvästra Iran och medelpersiska blev ett viktigt språk för zoroastrisk lärdom. Det finns en rik medelpersisk litteratur, den så kallade pahlavilitteraturen. På 300-talet e.Kr. skrev man för första gången ned 345 kapitel (av de ursprungliga 815) på avestiska med det nyuppfunna avesta-alfabetet som var en förenkling av det svårlästa pahlavialfabetet. 
De medelpersiska översättningarna och kommentarerna till Avesta kallas för zand.